# Zlatarić
Zlatarić (kyrill:Златарић) ist ein Dorf in Serbien.

## Geographie und Bevölkerung
Das Dorf liegt in der Opština Valjevo, im Okrug Kolubara in Westserbien. Zlatarić hatte bei der Volkszählung 2002 486 Einwohner, während es 1991 529 Bewohner waren. Die Einwohnerzahl von Divci pendelt von 1948 bis 2002 zwischen 640 und 793 Bewohnern. Die Bevölkerung setzt sich aus orthodoxen Serben zusammen. Zudem lebt in Zlatarić auch ein slawischer Mazedonier. Der Ort besteht aus 143 Haushalten. Zlatarić liegt am Bach Bukovica.

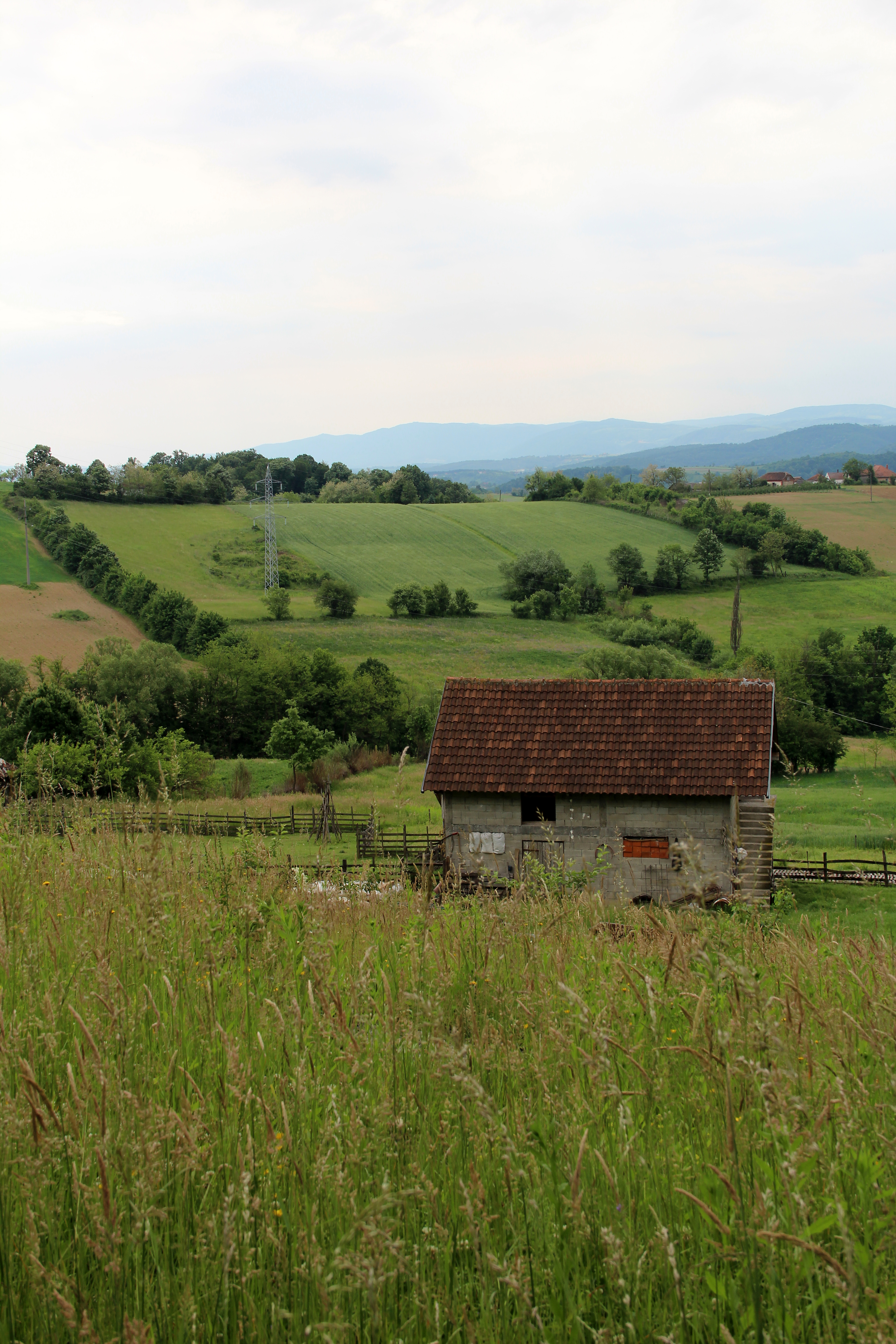
Zlataric Dorf – Panorama
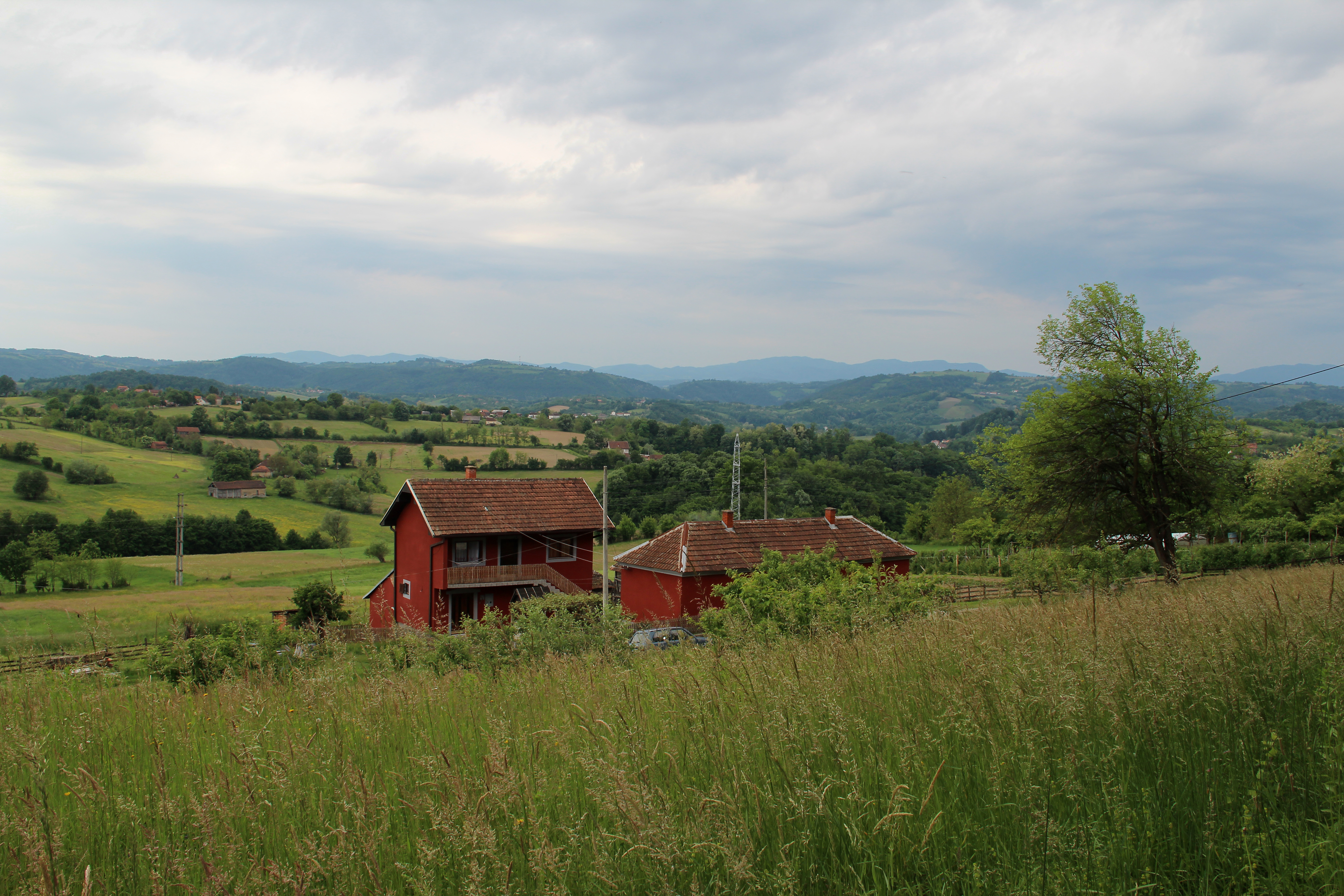
Zlataric Dorf – Panorama
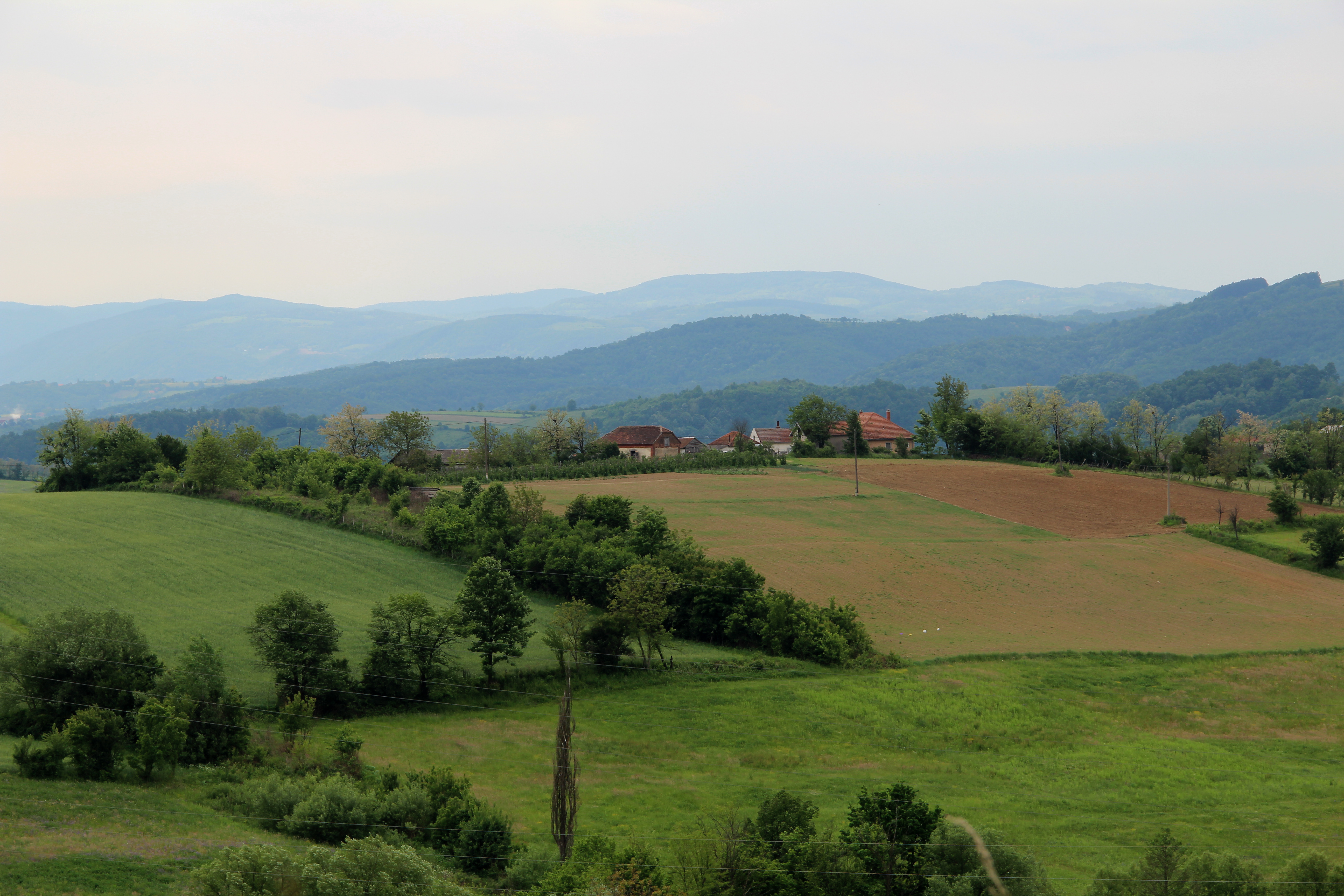
Zlataric Dorf – Panorama
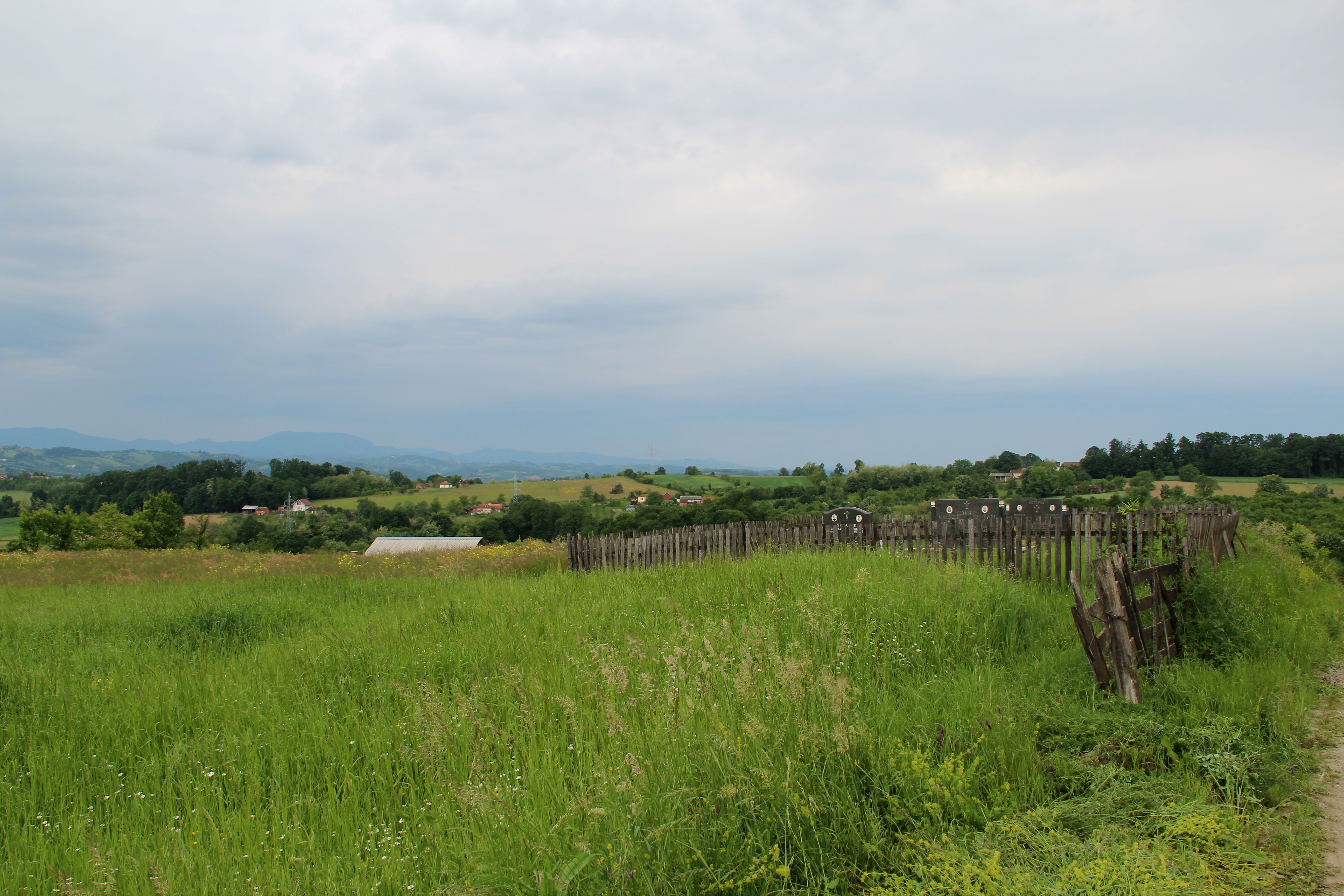
Zlataric Dorf – Panorama
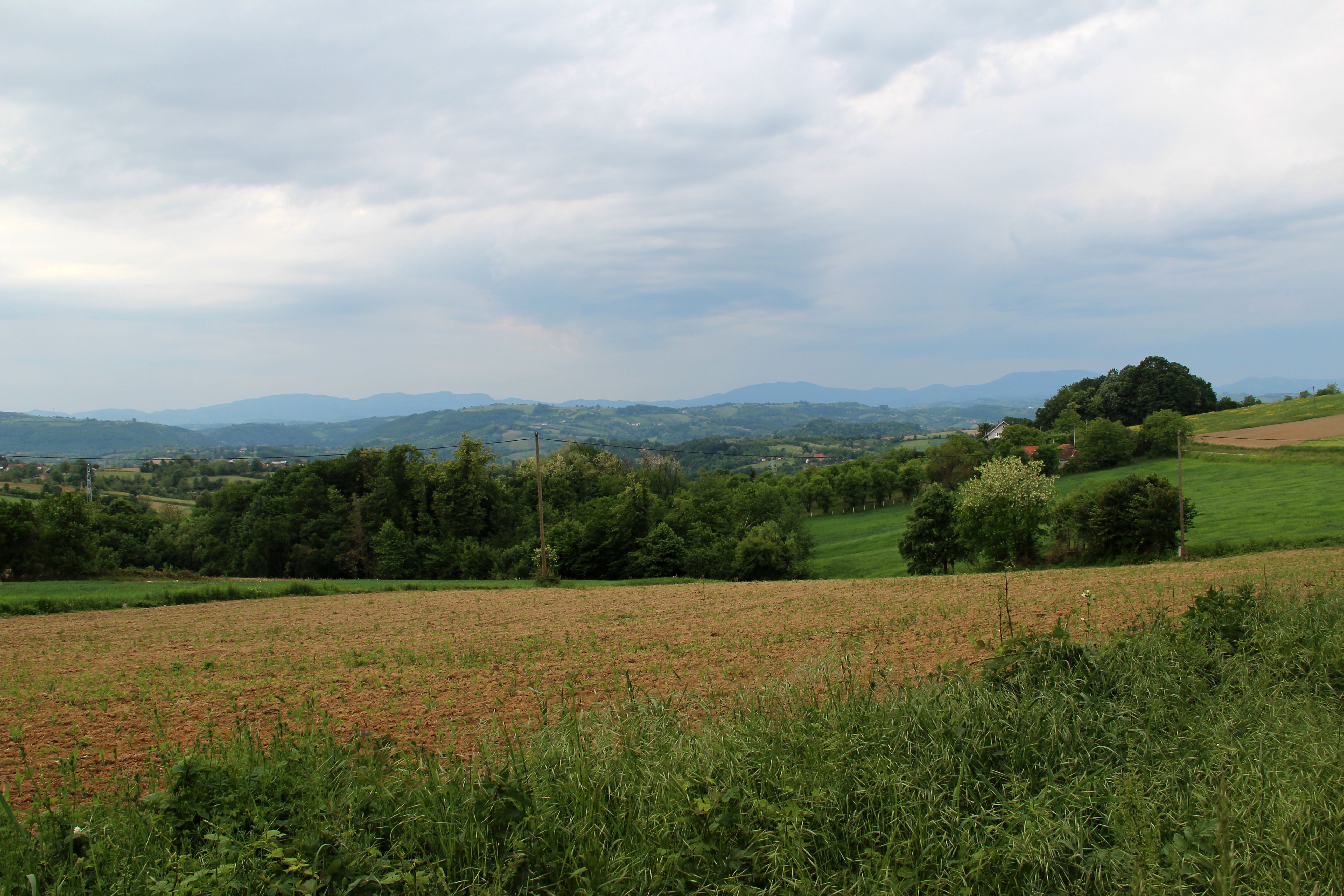
Zlataric Dorf – Panorama
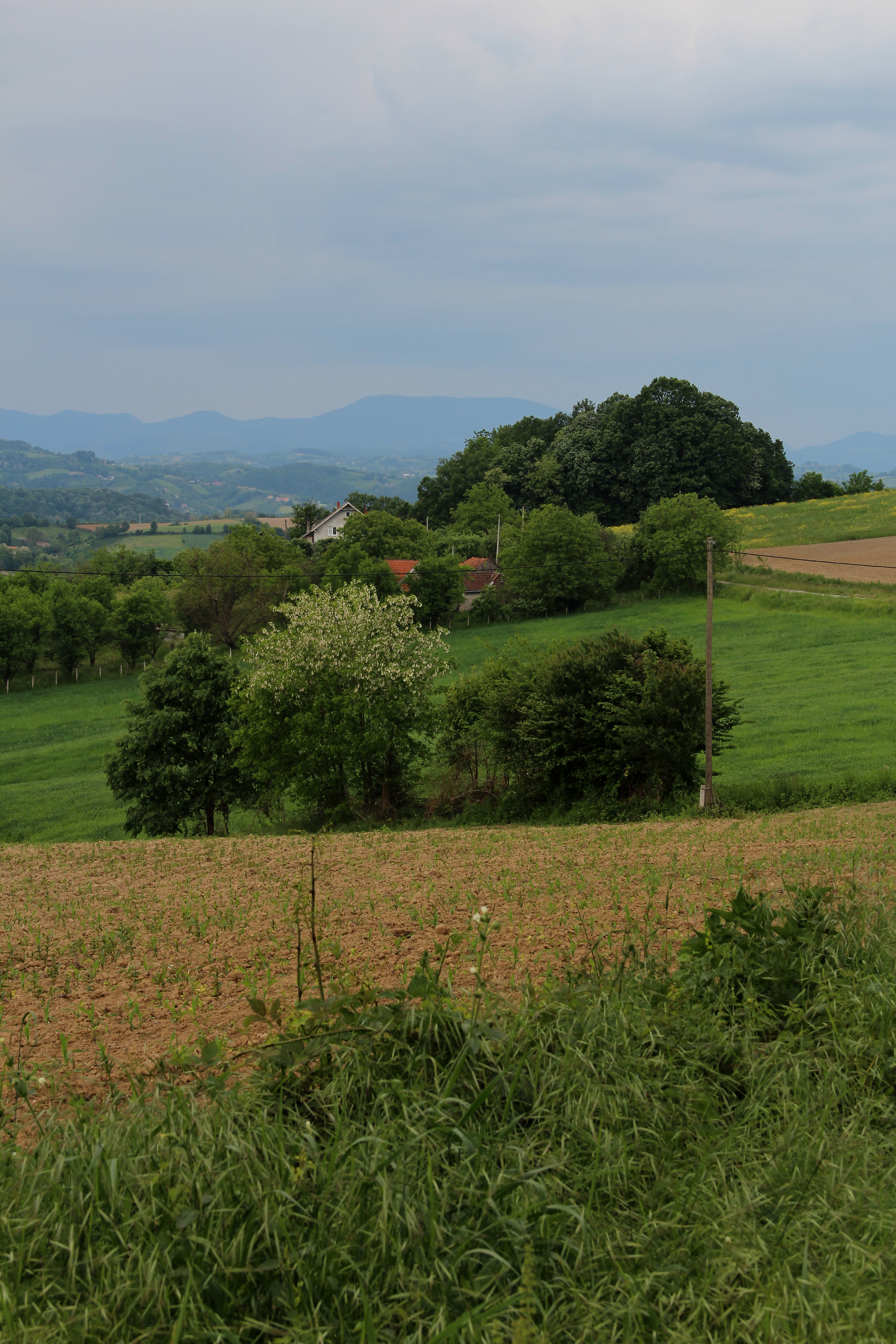
Zlataric Dorf – Panorama
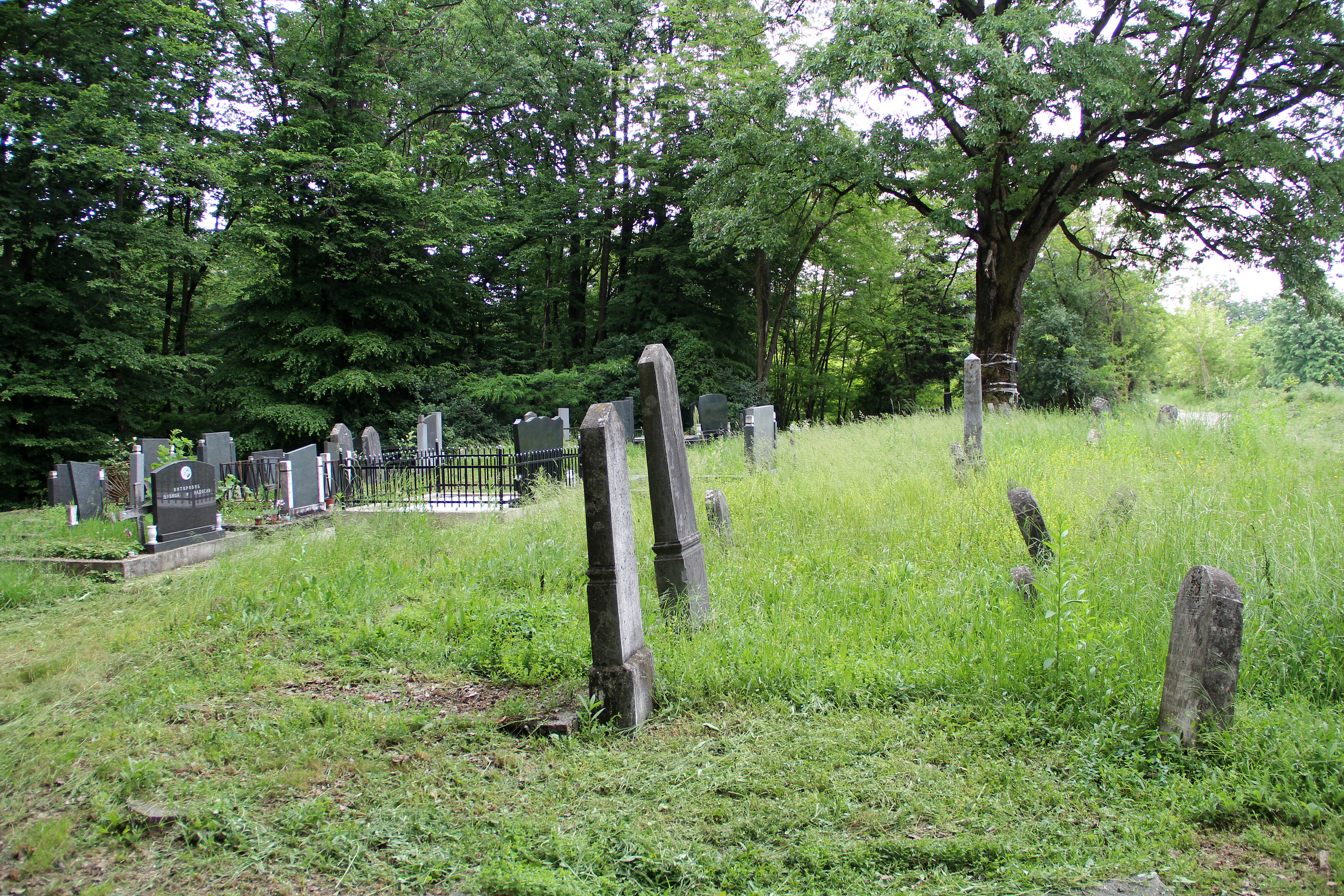
Dorf Zlaraic – Dorffriedhof

## Demographie
| Jahr | Einwohnerzahl |
| ---- | ------------- |
| 1948 | 641           |
| 1953 | 643           |
| 1961 | 687           |
| 1971 | 597           |
| 1981 | 563           |
| 1991 | 529           |
| 2002 | 486           |